# Angüés (kommunhuvudort)
Angüés är en kommunhuvudort i Spanien.   Den ligger i provinsen Provincia de Huesca och regionen Aragonien, i den nordöstra delen av landet, 300 km nordost om huvudstaden Madrid. Angüés ligger 544 meter över havet och antalet invånare är 419.
Terrängen runt Angüés är lite kuperad, och sluttar söderut. Runt Angüés är det mycket glesbefolkat, med 7 invånare per kvadratkilometer. Närmaste större samhälle är Loporzano, 15,1 km väster om Angüés. Trakten runt Angüés består till största delen av jordbruksmark.